# Fédération Internationale de Basketball
Die International Basketball Federation (FIBA Fédération Internationale de Basketball) ist der in Mies (Schweiz) ansässige Weltbasketballverband, der bei seiner Gründung 1932 Fédération Internationale de Basket Ball (FIBB) hieß. Zwischen 1935 und 1986 hieß der Verband Fédération Internationale de Basketball Amateur, am 13. Weltkongress im Jahr 1986 wurde das Wort „Amateur“ gestrichen, die Abkürzung FIBA blieb aber erhalten. Im Jahr 1935 führte der Verband kurzfristig die Abkürzung FIBBA.

## Geschichte
Basketball wurde 1930 vom IOC als olympische Sportart anerkannt. Zwei Jahre später, am 18. Juni 1932, wurde in Genf von acht nationalen Basketballverbänden die FIBA gegründet: die Verbände Argentiniens, Griechenlands, Italiens, Litauens, Portugals, Rumäniens, der Tschechoslowakei und der Schweiz waren die Gründungsmitglieder. Die FIBA wurde auf Initiative der Schweizerischen Basketball-Liga gegründet.
1934 schloss die FIBA in Stockholm eine Übereinkunft mit dem Handball-Weltverband (IAHF), wonach die FIBA alleiniger internationaler Vertreter dieser Sportart wurde. Bis zu diesem Zeitpunkt besaß auch die IAHF eine – allerdings untätige – Basketball-Kommission. Die seit 1933 unternommenen Bemühungen, um Aufnahme ins Programm der Olympischen Spiele in Berlin 1936, wurden vom IOC 1935 in Oslo anerkannt. Seit 1936 werden Olympiasieger im Basketball bei den Herren und seit 1976 bei den Damen ermittelt.
Während des ersten Turniers anlässlich der Olympischen Spiele 1936 wurde James Naismith, der Erfinder des Basketballs, zum Ehrenpräsidenten gewählt. Die FIBA organisiert seit 1950 die Basketball-Weltmeisterschaften der Herren und seit 1953 die Basketball-Weltmeisterschaften der Damen.

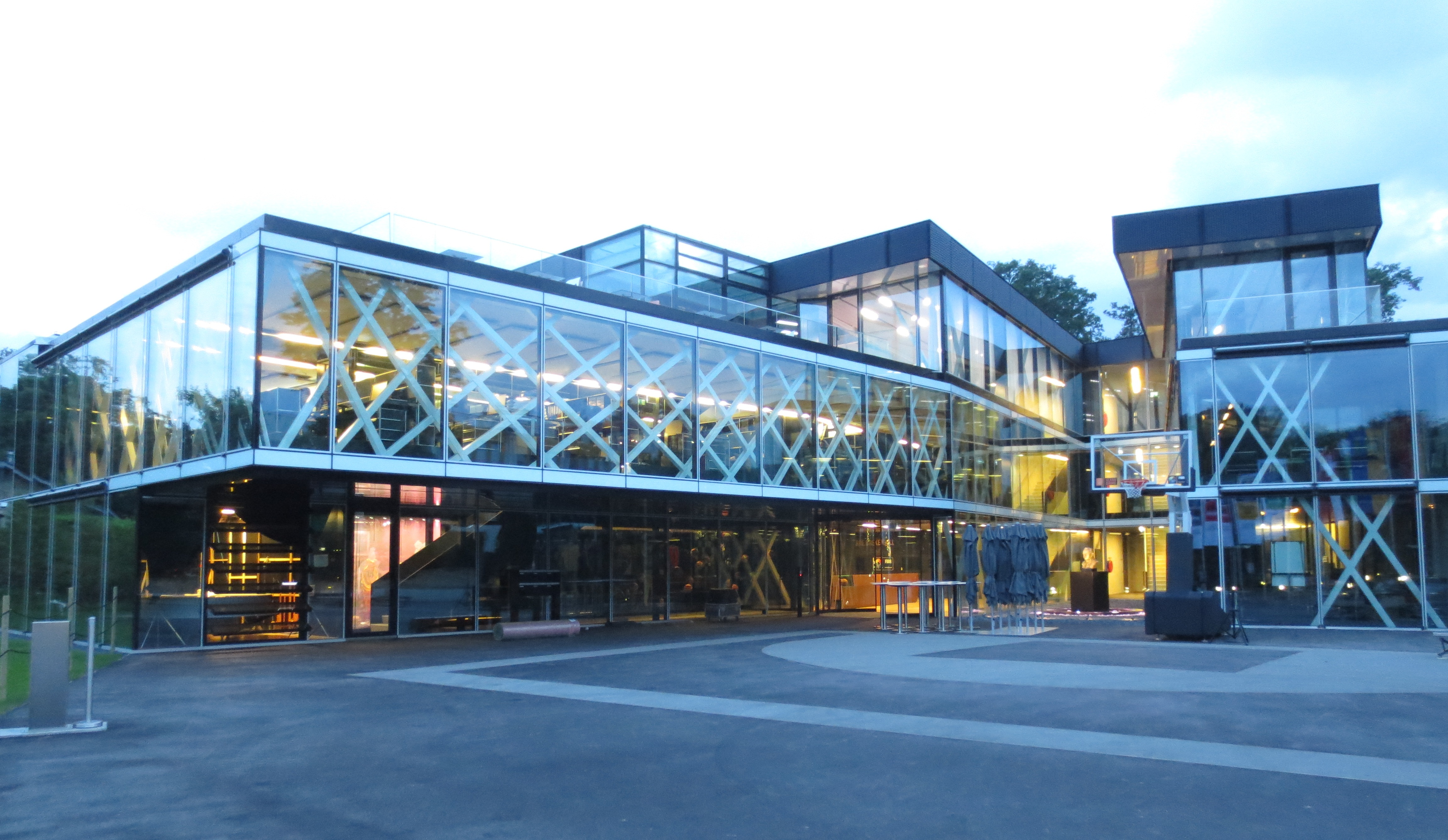
FIBA-Hauptsitz in Mies 2013

Die FIBA-Zentrale war von 1932 bis 1940 in Genf, von 1940 bis 1956 in Bern, von 1956 bis 2002 in München, von 2002 bis 2013 wieder in Genf und ist seit 2013 in Mies.
Seit 1989 gibt es fünf Zonen:
- FIBA Afrika
- FIBA Amerika
- FIBA Asien
- FIBA Europa
- FIBA Ozeanien

### Generalsekretäre
- 1932–1976: Renato William Jones (ENG)
- 1976–2002: Borislav Stanković (SRB)
- 2002–2018: Patrick Baumann (CHE)
- seit 2018: Andreas Zagklis (GRE)

### Präsidenten
- 1932–1948: Leon Bouffard (CHE)
- 1948–1960: Willard Greim (USA)
- 1960–1968: Antonio dos Reis Carneiro (BRA)
- 1968–1976: Abdel Moneim Wahibi (EGY)
- 1976–1984: Gonzalo Puyat (PHI)
- 1984–1990: Robert Busnel (FRA)
- 1990–1998: George E. Killian (USA)
- 1998–2002: Abdoulaye Seye Moreau (SEN)
- 2002–2006: Carl Men Ky Ching (CHN)
- 2006–2010: Bob Elphinston (AUS)
- 2010–2014: Yvan Mainini (FRA)
- 2014–2019: Horacio Muratore (ARG)
- 2019–2023: Hamane Niang (MLI)
- seit 2023: Scheich Saud Ali Al Thani (QAT)[3]

## Aufgaben und Mitglieder der Führungsgremien und Kommissionen
- FIBA-Central-Board
- Liste der FIBA-Executive-Committee-Mitglieder
- Liste der Mitglieder des FIBA-Management-Teams
- Liste der Mitglieder der FIBA-Finance-Commission
- FIBA-Players-Commission

## Turniere
Momentane Meister:

### Nationalmannschaften
| Turnier           | Männer             | Frauen             | U-19 Männer        | U-19 Frauen         | U-17 Männer        | U-17 Frauen        |
| ----------------- | ------------------ | ------------------ | ------------------ | ------------------- | ------------------ | ------------------ |
| Olympia           | Vereinigte Staaten | Vereinigte Staaten | N/A                | N/A                 | N/A                | N/A                |
| Weltmeisterschaft | Deutschland        | Vereinigte Staaten | Kanada             | Russland            | Vereinigte Staaten | Vereinigte Staaten |
| Kommission        | Männer             | Frauen             | U-18 Männer        | U-18 Frauen         | U-16 Männer        | U-16 Frauen        |
| FIBA Afrika       | Tunesien           | Nigeria            | Mali               | Mali                | Mali               | Mali               |
| FIBA Amerika      | Vereinigte Staaten | Kanada             | Vereinigte Staaten | Vereinigte Staaten  | Vereinigte Staaten | Vereinigte Staaten |
| FIBA Asien        | Australien         | Japan              | Australien         | Volksrepublik China | Australien         | Australien         |
| FIBA Europa       | Spanien            | Spanien            | Serbien            | Deutschland         | Kroatien           | Italien            |

Der Weltverband richtete außerdem von 2000 bis 2008 den FIBA Diamond Ball als Vorbereitungsturnier auf die Olympischen Spiele im jeweiligen Austragungsland aus.
FIBA Asien und FIBA Ozeanien veranstalten seit 2017 gemeinsame Meisterschaften.